# A Beautiful Lie
A Beautiful Lie je album americké rockové kapely 30 Seconds to Mars. Vyšlo v roce 2005. Prodalo se ho přes 1 milion kopií. Při natáčení klipu A Beautiful Lie potřebovala skupina 192 pojištění. Pracovala ve velmi nepříznivých podmínkách asi 200 mil od polárního kruhu v Gronsku.

## Seznam skladeb
1. Attack – 3:09
2. A Beautiful Lie – 4:05
3. The Kill (Bury Me) – 3:51
4. Was It a Dream? – 4:15
5. The Fantasy – 4:29
6. Savior – 3:24
7. From Yesterday – 4:07
8. The Story – 3:55
9. R-Evolve – 3:59
10. A Modern Myth – 3:00
  - Praying for a Riot – 1:43 (Hidden track) – 14:14
11. Battle of One – 2:47
12. Hunter – 3:55 (Björk)

## Videoklipy
- Attack
- The Kill
- From Yesterday
- A Beautiful Lie